# Elezioni parlamentari in Marocco del 1993
Le elezioni parlamentari in Marocco del 1993 si tennero il 25 giugno (a suffragio diretto) e il 17 settembre (a suffragio indiretto) per il rinnovo della Camera dei rappresentanti.

## Risultati
| Liste                                                | Elezioni dirette | Elezioni dirette | Elezioni dirette | Seggi elezioni indirette | Seggi totali |
| Liste                                                | Voti             | %                | Seggi            | Seggi elezioni indirette | Seggi totali |
| ---------------------------------------------------- | ---------------- | ---------------- | ---------------- | ------------------------ | ------------ |
| Raggruppamento Nazionale degli Indipendenti          | 824.117          | 13,24            | 28               | 13                       | 41           |
| Unione Socialista delle Forze Popolari               | 820.641          | 13,19            | 48               | 4                        | 52           |
| Unione Costituzionale                                | 769.149          | 12,36            | 27               | 27                       | 54           |
| Partito dell'Indipendenza                            | 760.082          | 12,22            | 43               | 9                        | 52           |
| Movimento Popolare                                   | 751.864          | 12,08            | 33               | 18                       | 51           |
| Movimento Nazionale Popolare                         | 662.214          | 10,64            | 14               | 11                       | 25           |
| Partito Nazional-Democratico                         | 500.253          | 8,04             | 14               | 10                       | 24           |
| Partito Democratico dell'Indipendenza                | 257.372          | 4,14             | 3                | 6                        | 9            |
| Partito del Progresso e del Socialismo               | 245.064          | 3,94             | 6                | 4                        | 10           |
| Organizzazione per la Democrazia e l'Azione Popolare | 196.268          | 3,15             | 2                | 0                        | 2            |
| Partito dell'Azione                                  | 145.981          | 2,35             | 2                | 0                        | 2            |
| Indipendenti                                         | 259.213          | 4,17             | 2                | 2                        | 4            |
| Confederazione Democratica dei Laburisti             | N.D.             | N.D.             | N.D.             | 4                        | 4            |
| Unione Marocchina del Lavoro                         | N.D.             | N.D.             | N.D.             | 3                        | 3            |
| Totale                                               | 6.222.218        |                  | 222              | 111                      | 333          |

- Il totale dei voti validi supera di 30.000 unità la somma dei voti ottenuti dalle singole liste.